# Octopus
Octopus é um gênero de molusco da família Octopodidae.

## Espécies
As seguintes espécies são reconhecidas:
- Octopus alecto Berry, 1953
- Octopus argus Krauss, 1848
- Octopus australis Hoyle, 1885
- Octopus balboai Voss, 1971
- Octopus berenice Gray, 1849
- Octopus berrima Stanks & Norman, 1992
- Octopus bimaculatus Verrill, 1883
- Octopus bimaculoides Pickford & McConnaughey, 1949
- Octopus bocki Adam, 1941
- Octopus briareus Robson, 1929
- Octopus bulbus Norman, 2001
- Octopus californicus Berry, 1911
- Octopus campbelli Smith, 1902
- Octopus chierchiae Jatta, 1889
- Octopus conispadiceus Sasaki, 1917
- Octopus cyanea Gray, 1849
- Octopus diminutus Kaneko & Kubodera, 2008
- Octopus favonius Gray, 1849
- Octopus filosus Howell, 1867
- Octopus fitchi Berry, 1953
- Octopus gardineri Hoyle, 1905
- Octopus gorgonus Huffard, 2007
- Octopus harpedon Norman, 2001
- Octopus hattai Sasaki, 1929
- Octopus hawaiiensis Eydoux & Souleyet, 1852
- Octopus hubbsorum Berry, 1953
- Octopus humilis Huffard, 2007
- Octopus hummelincki Adam, 1936
- Octopus huttoni Benham, 1943
- Octopus incella Kaneko & Kubodera, 2007
- Octopus insularis Leite, Haimovici, Molina & Warnke, 2008
- Octopus joubini Robson, 1929
- Octopus kaharoa O'Shea, 1999
- Octopus kaurna Stranks, 1990
- Octopus laqueus Kaneko & Kubodera, 2005
- Octopus mariles Huffard, 2007
- Octopus maya Voss & Solís Ramírez, 1966
- Octopus mercatoris Adam, 1937
- Octopus mernoo O'Shea, 1999
- Octopus microphthalmus Goodrich, 1896
- Octopus micropyrsus Berry, 1953
- Octopus micros Norman, 2001
- Octopus mimus Gould, 1852
- Octopus mutilans Taki, 1942
- Octopus nanus Adam, 1973
- Octopus occidentalis Steenstrup in Hoyle, 1885
- Octopus oculifer Hoyle, 1904
- Octopus oliveri (Berry, 1914)
- Octopus pallidus Hoyle, 1885
- Octopus parvus Sasaki, 1917
- Octopus penicillifer Berry, 1954
- Octopus pumilus Norman & Sweeney, 1997
- Octopus pyrum Norman, Hochberg & C. C. Lu, 1997
- Octopus rubescens Berry, 1953
- Octopus salutii Vérany, 1836
- Octopus sanctaehelenae Robson, 1929
- Octopus selene Voss, 1971
- Octopus stictochrus Voss, 1971
- Octopus superciliosus Quoy & Gaimard, 1832
- Octopus tehuelchus d'Orbigny, 1834
- Octopus tenebricus Smith, 1884
- Octopus tetricus Gould, 1852
- Octopus veligero Berry, 1953
- Octopus verrucosus Hoyle, 1885
- Octopus vitiensis Hoyle, 1885
- Octopus vulgaris Cuvier, 1797
- Octopus warringa Stranks, 1990
- Octopus wolfi (Wülker, 1913)
- Octopus zonatus Voss, 1968